# Леман, Штефан
Леман Штефан (нем. Stephan Lehmann; род. 15 августа 1963, Шаффхаузен) — швейцарский футболист, вратарь. После завершения карьеры работал в качестве тренера вратаря в клубе «Сьон».

## Международная карьера
Он сыграл 18 матчей за швейцарскую сборную в период с 1989 по 1997 года. Он использовался в качестве запасного вратаря на чемпионате мира 1994 и чемпионате Европы 1996.